# Aparallactus turneri
Aparallactus turneri (engelska: "Malindi Centipede-eater") är en ormart inom familjen stilettormar som tillhör släktet tusenfotingssnokar.

## Kännetecken
Ormen är giftig, men normalt inte farlig för en människa. Den är svart på ovansidan av huvudet och har en svart krage en bit bakom huvudet, resten av kroppen är gulaktig.

## Utbredning
Längs Kenyas kust.

## Levnadssätt
Begränsad till vissa områden, som skogsområdet Arabuko Sokoke och kusten mellan Tanafloden och Lamu. Ormen har ett grävande levnadssätt och dess föda består bland annat av tusenfotingar.

### Tryckt litteratur
- Coastal forests of eastern Africa